# Lista localităților din Germania - F
| Localitățile din Germania - ghid alfabetic A \| B \| C \| D \| E \| F \| G \| H \| I \| J \| K \| L \| M \| N \| O \| P \| Q \| R \| S \| T \| U \| V \| W \| X-Y \| Z Lista parțială a localităților din Germania - Ultima actualizare: 17.8.2007 |

Fachbach |
Fahrdorf |
Fahren |
Fahrenbach |
Fahrenkrug |
Fahrenwalde |
Fahrenzhausen |
Faid |
Falkenau |
Falkenberg |
Falkenberg |
Falkenberg |
Falkenberg |
Falkenberg/Elster |
Falkenfels |
Falkenhagen (Mark) |
Falkenhain |
Falkensee |
Falkenstein |
Falkenstein |
Falkenstein/Harz |
Falkenstein/Vogtl. |
Fambach |
Farchant |
Fargau-Pratjau |
Farnstädt |
Farschweiler |
Farsleben |
Farven |
Faßberg |
Faulbach |
Faulenrost |
Fedderingen |
Fehl-Ritzhausen |
Fehmarn |
Fehrbellin |
Feichten an der Alz |
Feilbingert |
Feilitzsch |
Feilsdorf |
Feldafing |
Feldatal |
Feldberg (Schwarzwald) |
Feldberger Seenlandschaft |
Felde |
Feldhorst |
Feldkirchen |
Feldkirchen |
Feldkirchen-Westerham |
Felixsee |
Fell |
Fellbach |
Fellen |
Fellheim |
Felm |
Felsberg |
Fensdorf |
Fensterbach |
Ferdinandshof |
Ferna |
Fernwald |
Ferschweiler |
Feucht |
Feuchtwangen |
Feuerscheid |
Feusdorf |
Fichtelberg |
Fichtenau |
Fichtenberg |
Fichtenhöhe |
Fichtwald |
Fiefbergen |
Fienstedt |
Fiersbach |
Filderstadt |
Filsen |
Filsum |
Filz |
Fincken |
Finkenbach-Gersweiler |
Finkenthal |
Finnentrop |
Finning |
Finningen |
Finsing |
Finsterbergen |
Finsterwalde |
Fintel |
Firrel |
Fisch |
Fischach |
Fischbach |
Fischbach |
Fischbach bei Dahn |
Fischbach/Rhön |
Fischbachau |
Fischbach-Oberraden |
Fischbachtal |
Fischbeck (Elbe) |
Fischen i. Allgäu |
Fischerbach |
Fischingen |
Fitzbek |
Fitzen |
Flachslanden |
Flacht |
Fladungen |
Flammersfeld |
Flarchheim |
Flechtingen |
Fleckeby |
Fleetmark |
Flein |
Fleischwangen |
Flemlingen |
Flensburg |
Fleringen |
Flessau |
Flieden |
Fließem |
Flieth-Stegelitz |
Flintbek |
Flintsbach a.Inn |
Flögeln |
Flöha |
Floh-Seligenthal |
Flomborn |
Flonheim |
Flörsbachtal |
Flörsheim am Main |
Flörsheim-Dalsheim |
Floß |
Flossenbürg |
Flöthe |
Fluorn-Winzeln |
Flurstedt |
Flußbach |
Fluterschen |
Fockbek |
Föckelberg |
Fockendorf |
Föhrden-Barl |
Föhren |
Fohren-Linden |
Forbach |
Forchheim |
Forchheim |
Forchtenberg |
Förderstedt |
Forheim |
Föritz |
Forst |
Forst |
Forst (Eifel) |
Forst (Hunsrück) |
Forst (Lausitz) |
Forst an der Weinstraße |
Forstern |
Forstinning |
Forstmehren |
Framersheim |
Frammersbach |
Frankelbach |
Frankenau |
Frankenberg (Eder) |
Frankenberg/Sa. |
Frankendorf |
Frankeneck |
Frankenfeld |
Frankenhain |
Frankenhardt |
Frankenheim/Rhön |
Frankenroda |
Frankenstein |
Frankenstein |
Frankenthal (Pfalz) |
Frankenthal |
Frankenwinheim |
Frankfurt (Oder) |
Frankfurt am Main |
Fränkisch-Crumbach |
Frankweiler |
Franzburg |
Franzenheim |
Frasdorf |
Fraßdorf |
Frauenau |
Frauenberg |
Frauendorf |
Frauenneuharting |
Frauenprießnitz |
Frauensee |
Frauenstein |
Frauenwald |
Fraunberg |
Fraureuth |
Frechen |
Freckenfeld |
Freckleben |
Fredeburg |
Freden (Leine) |
Fredenbeck |
Fredersdorf-Vogelsdorf |
Fredesdorf |
Freiamt |
Freiberg |
Freiberg am Neckar |
Freiburg/Elbe |
Freiburg im Breisgau |
Freienbessingen |
Freienhagen |
Freienorla |
Freiensteinau |
Freienwill |
Freigericht |
Freihung |
Freilassing |
Frei-Laubersheim |
Freilingen |
Freimersheim (Pfalz) |
Freimersheim |
Freinsheim |
Freirachdorf |
Freisbach |
Freisen |
Freising |
Freist |
Freistatt |
Freital |
Frellstedt |
Frelsdorf |
Fremdingen |
Frensdorf |
Freren |
Fresenburg |
Fresendelf |
Frestedt |
Frettenheim |
Fretterode |
Freudenberg |
Freudenberg |
Freudenberg |
Freudenburg |
Freudenstadt |
Freudental |
Freyburg (Unstrut) |
Freystadt |
Freyung |
Frickenhausen |
Frickenhausen a.Main |
Frickingen |
Fridingen an der Donau |
Fridolfing |
Friedberg |
Friedeburg |
Friedeburg (Saale) |
Friedeburgerhütte |
Friedelshausen |
Friedelsheim |
Friedenfels |
Friedensdorf |
Friedenweiler |
Friedersdorf |
Friedersdorf |
Friedersdorf |
Friedewald |
Friedewald |
Friedland |
Friedland |
Friedland |
Friedrichroda |
Friedrichsaue |
Friedrichsbrunn |
Friedrichsdorf |
Friedrichsgabekoog |
Friedrichsgraben |
Friedrichshafen |
Friedrichsholm |
Friedrichskoog |
Friedrichsruhe |
Friedrichstadt |
Friedrichsthal (Saar) |
Friedrichsthal |
Friedrichswalde |
Friedrichswerth |
Friedrich-Wilhelm-Lübke-Koog |
Frielendorf |
Friemar |
Friesack |
Friesdorf |
Friesenhagen |
Friesenheim |
Friesenheim |
Friesenried |
Friesoythe |
Friolzheim |
Frittlingen |
Fritzlar |
Frohburg |
Fröhnd |
Frohnhofen |
Frohnsdorf |
Frömmstedt |
Fröndenberg/Ruhr |
Fronhausen |
Fronhofen |
Fronreute |
Frontenhausen |
Frose |
Fröttstädt |
Frücht |
Fuchshofen |
Fuchsmühl |
Fuchsstadt |
Fuchstal |
Fuhlendorf |
Fuhlendorf |
Fuhlenhagen |
Fulda |
Fuldabrück |
Fuldatal |
Fünfseen |
Fünfstetten |
Fürfeld |
Fürstenau |
Fürstenberg |
Fürstenberg/Havel |
Fürsteneck |
Fürstenfeldbruck |
Fürstenstein |
Fürstenwalde/Spree |
Fürstenzell |
Furth |
Fürth |
Furth im Wald |
Fürth |
Fürthen |
Furtwangen im Schwarzwald |
Füssen |
Fußgönheim |